# Hamed Abdel-Samad
Pour les articles homonymes, voir Samad.
Hamed Abdel-Samad (arabe : حامد عبد الصمد  prononcé : [ˈħæːmed ʕæbdesˈsˤɑmɑd]), né le 1er février 1972 à Gizeh (Égypte), est un politologue et auteur égyptien ayant acquis la nationalité allemande, connu notamment pour ses dénonciations des tendances fascistes dans l'islam.

## Biographie
Abdel-Samad est le fils d'un imam sunnite et le troisième de cinq enfants. Il affirme avoir été maltraité et avoir été témoin de violences conjugales durant son enfance. Il arrive en Allemagne en 1995, à l'âge de 23 ans. Il est bientôt marié à une enseignante « rebelle, de gauche avec un penchant pour le mysticisme », de 18 ans plus âgée que lui. Abdel-Samad étudie le japonais, l'anglais et le français au Caire, ainsi que les sciences politiques à Augsbourg. Puis il travaille comme chercheur[En quoi ?] à Erfurt et Brunswick. Au Japon, où il est introduit à la spiritualité orientale, il rencontre sa deuxième femme. Il enseigne et mène des recherches jusqu'à la fin de l'année 2009 à l'Institut d'histoire juive et de la culture à l'université de Munich. Le titre de sa thèse de doctorat est Bild der Juden in ägyptischen Schulbüchern (L'Image des Juifs dans les manuels scolaires égyptiens). Par la suite, il décide de devenir écrivain professionnel à plein temps.
Durant ses études à l'université, il est membre des Frères musulmans. Mais un séjour dans un de leurs camps d'été déclenche chez lui des doutes, l'amenant à devenir sceptique et enfin à s'identifier comme athée.

## Œuvre
Abdel-Samad se fait connaître du grand public allemand à la suite de la publication de son livre Mein Abschied vom Himmel (Mon Adieu du Ciel) (2009). Selon l'auteur, ce livre n'est ni un règlement de comptes avec sa culture, ni un appel à abandonner la foi musulmane. Abdel-Samad veut juste comprendre les contradictions de sa vie. À la suite de la publication de l'ouvrage en Égypte, il est victime d'une fatwa et donc placé sous protection policière. D'autres fatwas suivront. Un professeur de l'université Al-Azhar du Caire appelle notamment à son assassinat.
Abdel-Samad appelle à un « islam light » en Europe sans la charia, le djihad, l'apartheid entre les sexes, le prosélytisme et la « mentalité du droit aux prestations ». Il critique la politique allemande d'apaisement face à l'Islam mais d'ignorance des craintes au sujet de l'Islam. Selon Abdel-Samad, cette politique crée du ressentiment au sein de la population allemande.
Entre 2010 et 2013, Abdel-Samad participe aux réunions de la Conférence allemande sur l'Islam (Deutsche Islam Konferenz ; DIK) organisée par Thomas de Maizière, le Ministre de l'Intérieur allemand.
À l'automne 2010, Abdel-Samad effectue avec le journaliste Henryk Broder (en) une tournée de 30 000 kilomètres à travers l'Allemagne pour une série télévisée en 5 épisodes.
En 2013 , dans un entretien diffusé par la chaîne salafiste Al-Hafez (en) traduit par MEMRI, un prédicateur égyptien, professeur à l'université Al-Azhar, Mahmoud Chaabane, dénonce Abdel-Samad comme coupable d'« hérésie » et déclare qu'« il doit être tué comme hérétique… s'il refuse de se rétracter » ; que c'est à l'État d'appliquer la justice islamique sur cet homme et de le tuer après l'avoir confronté avec les preuves ; et que si le gouvernement ne le fait pas, le tuer est permis,,.
À la mi-2015, Abdel-Samad lance son émission Box of Islam sur sa chaîne YouTube officielle, Hamed.TV.
En 2016, il est entendu par la police de Berlin pour des accusations de sédition. Abdel-Samad et le journal allemand Die Welt rejettent ces accusations comme étant une attaque contre la liberté d'expression.
En 2016 également paraît son livre Le Fascisme islamique, qui met en évidence les liens entre islamisme et fascisme, et dénonce les visées suprématistes, l'appel au meurtre et à la guerre, la culture de mort, la dénonciation et la déshumanisation d'ennemis intérieurs et extérieurs, qu'il voit dans l'islamisme.

## Enlèvement présumé
Des sites d'information égyptiens signalent l'enlèvement de Hamed Abdel-Samad par des inconnus, le dimanche 24 novembre 2013, selon son frère Mahmoud, mais il refait surface trois jours plus tard. Sa mère nie qu'il ait été enlevé.

## Publications
- Hamed Abdel-Samad, Le Fascisme islamique, une analyse, Paris, Grasset, 2017, traduit de l'allemand par Gabrielle Garnier  (ISBN 978-2-246-81241-8)
- (de) Hamed Abdel-Samad, Mohamed - Eine Abrechnung, Droemer Knaur Verlag, Munich 2015,  (ISBN 978-3-426-27640-2)
- (en) Hamed Abdel-Samad, Islamic Fascism, Amherst, Prometheus Books, 2016,  (ISBN 978-1-633-88124-2)

## Honneurs
L'astéroïde (249010) Abdel-Samad, découvert le 27 août 2007 à l'observatoire de Wildberg en Allemagne, a été nommé Abdel-Samad sur proposition de son découvreur, Rolf Apitzsch, en honneur « à un converti au Savoir » (« zum Wissen konvertiert »). Le Centre des planètes mineures de l'Union astronomique internationale précise que ce nom désigne l’Égyptien Hamed Abdel-Samad, né en 1972, expert en science politique qui a initié en Allemagne un large débat national.